# Höjdhopp för damer i friidrott vid olympiska sommarspelen 1984
Höjdhopp för damer vid olympiska sommarspelen 1984 i Los Angeles avgjordes den 6 augusti. 

## Medaljörer
| Gren     | Guld                           | Guld   | Silver                 | Silver | Brons              | Brons  |
| Höjdhopp | Ulrike Meyfarth · Västtyskland | 2,02 m | Sara Simeoni · Italien | 2,00 m | Joni Huntley · USA | 1,97 m |

## Resultat

### Kval
- Hölls torsdagen den 9 augusti 1984

| Placering | Kvalgrupp                 | Höjd   |
| --------- | ------------------------- | ------ |
| 1.        | Christine Stanton (AUS)   | 1.90 m |
| 1.        | Heike Redetzky (FRG)      | 1.90 m |
| 1.        | Maryse Ewanjé-Epée (FRA)  | 1.90 m |
| 1.        | Sara Simeoni (ITA)        | 1.90 m |
| 1.        | Ulrike Meyfarth (FRG)     | 1.90 m |
| 6.        | Pamela Spencer (USA)      | 1.90 m |
| 7.        | Joni Huntley (USA)        | 1.90 m |
| 8.        | Diana Elliott (GBR)       | 1.90 m |
| 9.        | Debbie Brill (CAN)        | 1.90 m |
| 9.        | Yang Wenqin (CHN)         | 1.90 m |
| 11.       | Louise Ritter (USA)       | 1.90 m |
| 12.       | Vanessa Browne-Ward (AUS) | 1.90 m |
| 13.       | Zheng Dazhen (CHN)        | 1.90 m |
| 13.       | Niculina Vasile (ROU)     | 1.90 m |
| 15.       | Brigitte Holzapfel (FRG)  | 1.90 m |
| 16.       | Lidija Lapajne (YUG)      | 1.87 m |
| 17.       | Hisayo Fukumitsu (JPN)    | 1.87 m |
| 18.       | Megumi Sato (JPN)         | 1.84 m |
| 19.       | Judy Simpson (GBR)        | 1.84 m |
| 20.       | Brigitte Rougeron (FRA)   | 1.84 m |
| 21.       | Ge Ping (CHN)             | 1.84 m |
| 22.       | Laura Agront (PUR)        | 1.80 m |
| 22.       | Chris Soetewey (BEL)      | 1.80 m |
| 24.       | Liliana Arigoni (ARG)     | 1.80 m |
| 24.       | Thórdís Gísladóttir (ISL) | 1.80 m |
| 26.       | Isabel Mozún (ESP)        | 1.75 m |
| 27.       | Brigitte Reid (CAN)       | 1.70 m |
| 27.       | Constance Senghor (SEN)   | 1.70 m |
| 29.       | Liu Yen-Chiu (TPE)        | 1.70 m |
| —         | Marjon Wijnsma (NED)      | DNS    |

### Final
- Hölls den 10 augusti 1984

| Placering | Final                     | Höjd      |
| --------- | ------------------------- | --------- |
|           | Ulrike Meyfarth (FRG)     | 2.02 m OR |
|           | Sara Simeoni (ITA)        | 2.00 m    |
|           | Joni Huntley (USA)        | 1.97 m    |
| 4.        | Maryse Ewanjé-Epée (FRA)  | 1.94 m    |
| 5.        | Debbie Brill (CAN)        | 1.94 m    |
| 6.        | Vanessa Browne-Ward (AUS) | 1.94 m    |
| 7.        | Zheng Dazhen (CHN)        | 1.91 m    |
| 8.        | Louise Ritter (USA)       | 1.91 m    |
| 9.        | Diana Elliott (GBR)       | 1.88 m    |
| 9.        | Yang Wenqin (CHN)         | 1.88 m    |
| 11.       | Heike Redetzky (FRG)      | 1.85 m    |
| 11.       | Pamela Spencer (USA)      | 1.85 m    |
| 11.       | Christine Stanton (AUS)   | 1.85 m    |
| 11.       | Niculina Vasile (ROU)     | 1.85 m    |
| 11.       | Brigitte Holzapfel (FRG)  | 1.85 m    |